# 納斯塔什涅
49°17′44″N 24°36′8″E / 49.29556°N 24.60222°E
納斯塔什涅（烏克蘭語：Насташине），是烏克蘭西部的村莊，隸屬伊萬諾-弗蘭科夫斯克州的伊萬諾-弗蘭科夫斯克區。該村面積15.7平方公里，2001年人口916，人口密度每平方公里58.3人。